# Bo Göransson (företagare)
Bo Göransson, född 26 januari 1938, är en svensk företagare.
Bo Göransson är son till Sven Göransson, som 1923 grundade inkassoföretaget Justitias Upplysningsbyrå AB i Jönköping, som sonen Bo köpte 1971. Detta expanderade därefter snabbt i och utanför Sverige med en kärnverksamhet, som var att ta över indrivning av förfallna fakturor från kundföretagen. Intrum Justitia introcerades på börsen i Luxembourg 1987 och på Londonbörsen 1990. Bo Göransson sålde 1998 ungefär häften av företagets aktier till riskkapitalbolaget Industri Kapital, varefter parterna köpte ut Intrum Justitia från Londonbörsen för omkring 1,6 miljarder kronor. Intrum Justitia börsnoterades på Stockholmsbörsen av Industri Kapital och Bo Göransson 2002, varvid Industri Kapital och Göransson – via sitt ägarbolag Parkerhouse Investments Sweden – behöll 25 procent av aktierna vardera. Dessa aktieinnehav har senare sålts 2005 respektive 2006.
Bo Göransson och Michael Forsman grundade 1993 Amfa Bank, under namnet Intrum Factoring AB, med affärsidén att köpa in kundföretagens fakturor. År 1996 ändrade bolaget namn till Intrum Finans AB, 2002 till Amfa Finans AB och 2012 till Amfa Bank. Bo Göransson sålde företaget till Michael Forsman 2005.
Han blev 2014 via Parkerhouse Investments Sweden huvudägare i webbhotell- och internetmarknadsföringsbolaget Oniva Online Group. Han ägde från 1979 under ett antal år fritidsanläggningen Baggården AB i Messlingen i Härjedalen.
Bo Göransson var tidigare bosatt i London. Han bedömdes 2015 vara en av 156 svenska miljardärer.